# Назарени (уметност)
Назарени је погрдан назив за групу немачких сликара романтике који су се окупљали око Јохана Фридриха Овербека. Они су основали уметничку заједницу у Риму. Њихов рад је био уперен против академског класицизма. У Бечу су 1809. године основали Братство светог Луке чији је циљ био обнова уметности са хришћанском тематиком. У Рим су се преселили 1810. где су у напуштеном манастиру Светог Исидора водили строго морални и аскетски живот. Назив су добили јер су се трудили да изгледају као Исус Христ приказан у западној уметности. Теме за своје радове су преузимали из Библије и средњовековних сага. Различити сликари братства имали су различите стилске узоре. За Пфора је узор били северноамеричко сликарство и дела Албрехта Дирера а за Овербека дела италијанске ренесансе а нарочито Перуђина и Рафаела. Израђивали су и фреске за Касино Бартхолди (1816) и Касино Масимо (1817-29) у Риму. Поред Овербека значајни припадници ове групе били су и П. Ф. Корнелијус и Франц Пфор. 